# أليخاندرو كونتريراس
أليخاندرو كونتريراس (بالإسبانية: Alejandro Contreras)‏ (3 مارس 1993 بسانتياغو في تشيلي - ) هو مدرب كرة قدم ولاعب كرة قدم تشيلي في مركز الدفاع. شارك مع منتخب تشيلي تحت 20 سنة لكرة القدم. أما مع النوادي، فقد لعب مع نادي أونيفرسيداد دي تشيلي ونادي بالستينو.

## وصلات خارجية
- أليخاندرو كونتريراس على موقع الاتحاد الدولي (مؤرشف)  (الإنجليزية)
- أليخاندرو كونتريراس على موقع قاعدة بيانات كرة القدم.إي يو (الإنجليزية)
- أليخاندرو كونتريراس على موقع Soccerway.com (الإنجليزية)
- أليخاندرو كونتريراس على موقع AS.com (الإسبانية)